# لاویل
لاویل ("بانوی پیر" یا "Wrass") یک فانوس دریایی در دانشکده فینیستر در کمون از پلوگف در ساحل شمال غربی فرانسه است. این فانوس بر روی صخره‌ای معروف به گوریلا (برتون به معنای "دورترین سنگ") قرار دارد، این فانوس دریایی دریانوردان را در تنگه راز دو سین، روبروی فانوس دریایی همراه تورل د لا پلیت - همچنین به پتیت ویل ("پیرزن کوچک") راهنمایی می‌کند.

## معماری و اتصالات

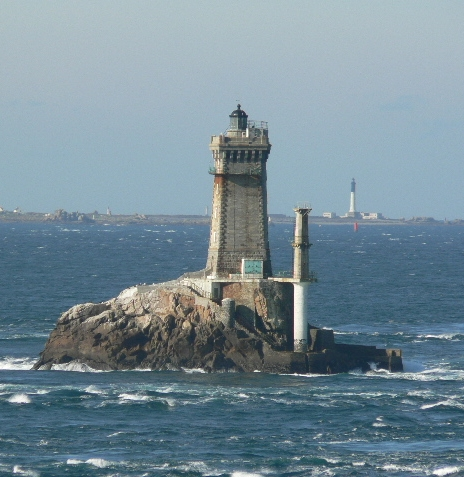
لاویل

معماری لاویل به گونه ای زیبا و در عین حال کاملاً مجزا طراحی شده‌است تا سردرگمی با برج Tvenvenec در نزدیکی آن به حداقل برسد. شکل آن چهار ضلعی و کمی خمیده‌است، با کرنلاسیون‌های جزئی. این برج از قسمت شمالی مربع و نیمه استوانه‌ای است و به سمت پایه پهن می‌شود. ساختار فانوس دریایی با استفاده از گرانیت خاکستری استخراج شده و از سنگ ساخته شده‌است، در حالی که قسمت بالای برج و گوشه‌ها از بلوک‌های استوانه ای پوشش داده شده از کرانیت آبی ساخته شده‌است.

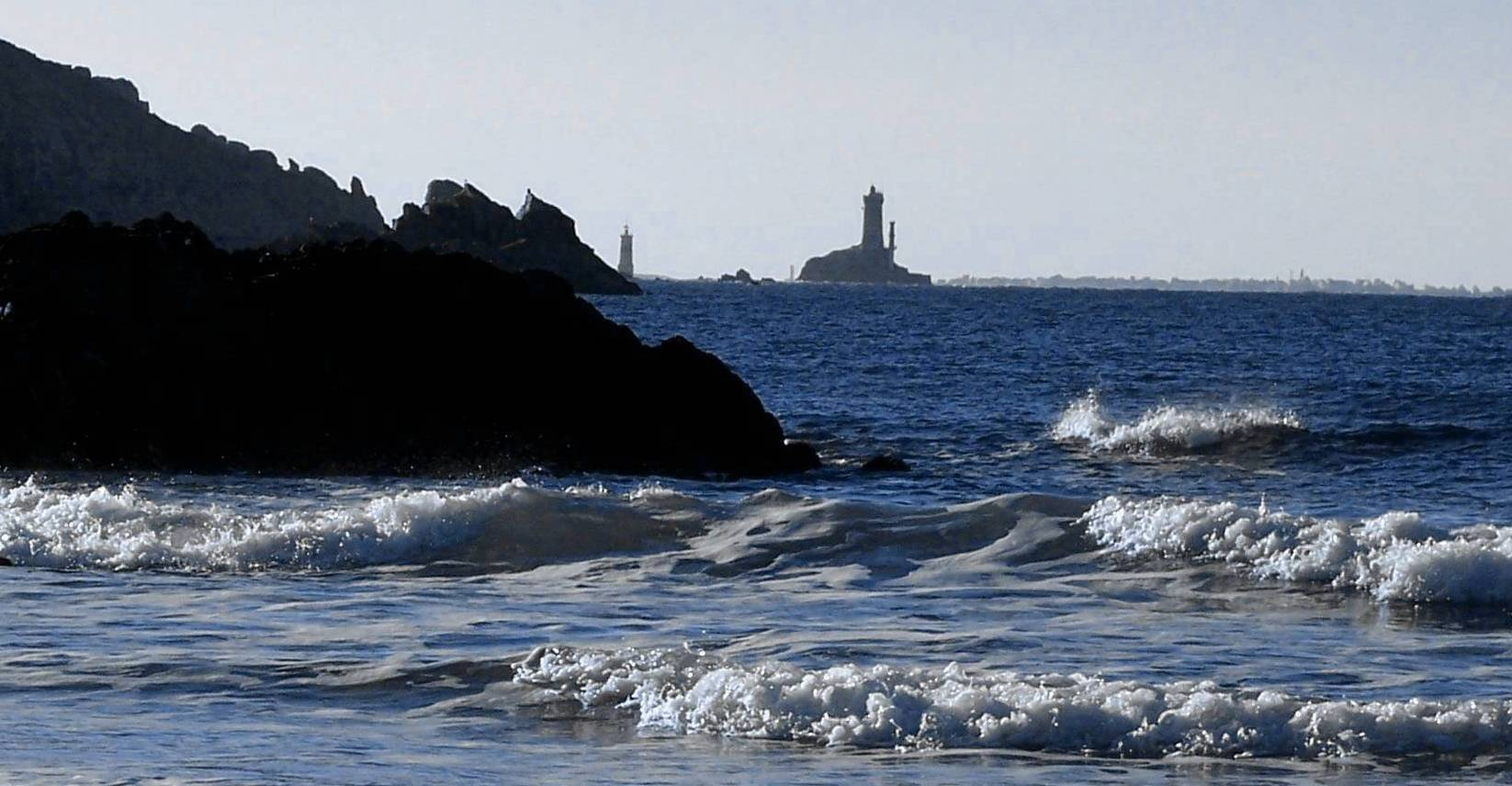
Pointe du Raz از Cap Sizun

## تاریخچه
پرتوی ویل در طول تاریخ خود دستخوش تغییراتی شده‌است. فانوس دریایی اولین بار در ۱۵ سپتامبر ۱۸۸۷ روشن شد، دارای بخشهای سفید، قرمز و سبز با آینه ۵۰ سانتی‌متر در همان زمان، چراغ‌های دوقلو Pointe du Raz خاموش شد. در سال ۱۸۹۸، این فانوس دریایی به یک نور مخفی ۵ ثانیه‌ای مجهز شد.
همزمان با پیشرفت در فارولوژی، نوع سوخت استفاده شده توسط مشعل‌ها نیز تغییر کرد. استفاده از روغن معدنی از سال ۱۸۹۸ به نفع بخار بنزین کاهش یافت. در سال ۱۹۰۴ دومین مشعل بنزینی اضافه شد.

## زندگی در فانوس دریایی

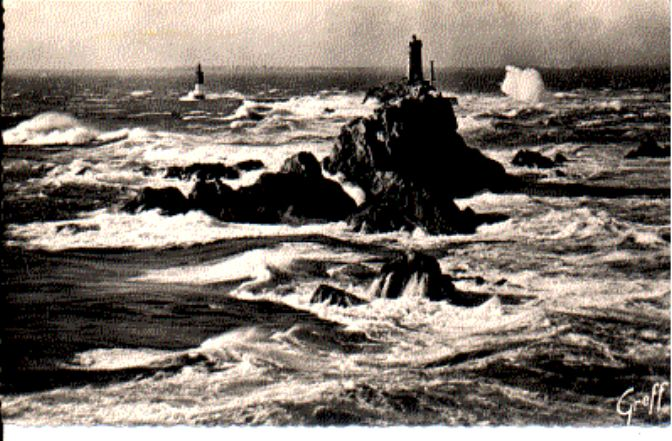
این فانوس دریایی بیشترین بار دریاهای طوفانی را که از Pointe du Raz دیده می‌شود، تحمل می‌کند.

در این فانوس دریایی به‌طور معمول ۲ نفر به صورت مستمر زندگی می‌کردند، آنها نگهبانانی بودند که در فواصل منظم مرخصی می‌رفتند، اما نه با هم. تحویل سوخت توسط دو مناقصه بلودوان و ولدا، هر دو تحت کنترل فانوس دریایی و چراغهای فینیستر انجام شد.

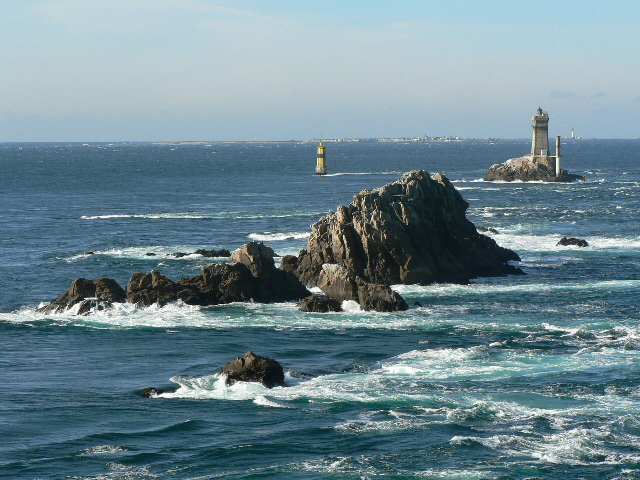
صخره‌های دریایی در Pointe du Raz

## تصاویر به صورت چاپی و صفحه‌ای
جایگاه لاویل در دید عمومی با شمای چشمگیری که دارد، الهام بخش بسیاری از تصاویر در فیلم‌ها و ادبیات است.
- ژان گریمیلون کارگردانی فیلم نگهبانان فانوس دریایی (۱۹۲۹) را بر عهده داشت، فیلمی که داستان یک نگهبان فانوس دریایی و پسرش را روایت می‌کند که در طوفان در فانوس دریایی لاویل در ساحل بریتانی گرفتار شده‌اند. پسر از هاری رنج می‌برد.
- آناتول لو براز، فولکلورست برتونی، رمانی به نام Le Gardien du Feu (1900) نوشت، که داستان آن در لاویل جریان دارد.
- ایو هرته، لو فاره لا لاویل، سئویل جونسی، ۱۹۹۵شابک ‎۲-۰۲-۰۲۳۱۷۴-۳: داستانی است که در لاویل جریان دارد.

## یادداشت
1. ^ An 8 November 1995 automation date is given in some sources, such as DDE du Finistère.[۵]
2. ^ Broadcast 5 September 2005 as part of a set of programmes on the lighthouses of France for the thirtieth anniversary celebrations of Thalassa, a documentary series on France 3 about the world's oceans.